# Elezioni parlamentari in Corea del Nord del 2019
Le elezioni parlamentari in Corea del Nord del 2019 si sono tenute il 10 marzo per il rinnovo dell'Assemblea popolare suprema.
Il giornale nordcoreano Rodong Sinmun ha dichiarato che l'affluenza è stata del 99,99%, e che tutti i candidati hanno ricevuto il 100% dei voti, ovviamente senza opposizione.
Con un solo candidato in ciascun distretto elettorale e con tutti i candidati facenti parte dell'unica coalizione legale in Corea del Nord, il Fronte Democratico per la Riunificazione della Patria, gli osservatori esterni le hanno riconosciute come elezioni farsa.

## Preparazioni
L'8 gennaio 2019, il Praesidium dell'Assemblea popolare suprema ha emesso la Decisione n° 220, che annunciava l'elezione dei deputati alla 14ª Assemblea popolare suprema. Ciò è stato seguito 3 giorni dopo dal Praesidium dell'Assemblea popolare suprema che ha emesso la Decisione n° 221, che ha organizzato un comitato elettorale centrale per l'elezione della 14ª Assemblea popolare suprema che consisteva in Yang Hyong-sop come presidente, Kim Phyong-hae come vice presidente, Jong Yong-guk come segretario generale, così come Choe Pu-il, Kim Yong-dae, Kim Yong-ho, Pak Chol-min, Ju Yong-gil, Kim Chang-yop, Jang Chun-sil, Ri Tu-song, Pak Myong-chol e Ryo Jong-son come membri.
L'agenzia nordcoreana Korean Central News Agency ha riferito il 29 gennaio che i collegi elettorali e i sotto-collegi elettorali per l'elezione della 14ª Assemblea popolare suprema erano stati organizzati e, il 3 febbraio, ha riferito che i comitati elettorali erano stati organizzati nei collegi elettorali e nelle circoscrizioni. Il 21 febbraio, la casa editrice del Partito del Lavoro di Corea ha prodotto manifesti che esortavano gli elettori a "glorificare ulteriormente il socialismo del nostro stile sulla forza di un'unità risoluta" e a "cementare il nostro potere rivoluzionario saldo come una roccia". Il 24 febbraio, il KCNA ha riferito che i comitati di collegio elettorale hanno visualizzato elenchi di elettori idonei per le elezioni. Il 25 febbraio, il Rodong Sinmun ha pubblicato un editoriale chiedendo un elevato entusiasmo politico e partecipazione alle elezioni. Il Comitato Centrale del Fronte Democratico per la Riunificazione della Patria ha lanciato un appello simile e ha "cercato la prosperità sociale ed economica della nazione unita a relazioni pacifiche (e una riunificazione) con la Corea del Sud". Il 2 marzo, la Televisione Centrale Coreana ha trasmesso slogan simili.
Il 4 marzo, il giornale ufficiale del Comitato centrale del Partito del Lavoro di Corea Rodong Sinmun ha pubblicato un commento affermando che il sistema elettorale nordcoreano è "il migliore del mondo".
Il 7 marzo, il Comitato elettorale centrale ha riferito che la nomina e la registrazione dei candidati sono state completate. L'8 marzo, il KCNA ha riferito che i profili dei candidati alle elezioni sono stati visualizzati in tutti i collegi elettorali e sono stati istituiti seggi elettorali.

## Procedure di voto
Secondo gli osservatori esterni, i procedimenti sono un'elezione farsa. Si ritiene inoltre che il legislatore non eserciti alcuna influenza sulle politiche statali e serva da timbro per le decisioni prese dalla macchina del partito.
Il voto è obbligatorio e non si può scegliere tra più candidati. Agli elettori viene consegnata una scheda elettorale con un solo nome e ci si aspetta che la lascino cadere nelle urne, senza scrivere o fare nessun segno. Sebbene gli elettori potrebbero tecnicamente esprimere dissenso cancellando il nome dell'unico candidato del proprio distretto elettorale, gli analisti sostengono che tali azioni sarebbero considerate un atto di tradimento e si potrebbe finire nelle liste di proscrizione della polizia segreta.

## Giorno delle elezioni
Alle 11:00, Kim Jong-un è andato al collegio elettorale n° 40 del collegio elettorale n° 10 Kyogu situato presso l'Università di Tecnologia Kim Chaek, e ha votato per il presidente dell'università Hong So-hon come deputato dell'Assemblea popolare suprema.
Alle 12:00, il Comitato elettorale centrale ha riferito che l'affluenza alle urne aveva raggiunto il 56,76%; l'affluenza alle urne aveva raggiunto il 92,35% entro le 15:00.
Alle 18:00, il Comitato elettorale centrale ha riferito che tutti gli elettori, tranne quelli all'estero o che lavorano in mare, avevano partecipato alle elezioni e che i risultati delle elezioni stavano venendo contati.

## Esito
Il 12 marzo 2019 il Comitato elettorale centrale ha riferito che l'affluenza alle urne per le elezioni è stata del 99,99% e che "all'unanimità" gli elettori hanno votato a favore dei candidati registrati. Il rapporto includeva anche i nomi dei 687 deputati eletti alla 14ª Assemblea Popolare Suprema.
Kim Jong-un non è stato incluso nell'elenco dei deputati eletti, il che segna la prima volta che un leader nordcoreano non ha partecipato come candidato all'elezione dell'Assemblea popolare suprema.

## Risultati
| Alleanza                                              | Partiti                            | Voti | %     | Seggi |
| ----------------------------------------------------- | ---------------------------------- | ---- | ----- | ----- |
| Fronte Democratico per la Riunificazione della Patria | Partito del Lavoro di Corea        |      | 100   | 682   |
| Fronte Democratico per la Riunificazione della Patria | Partito Socialdemocratico di Corea |      | 100   | 682   |
| Fronte Democratico per la Riunificazione della Patria | Partito Chondoista Chongu          |      | 100   | 682   |
| Fronte Democratico per la Riunificazione della Patria | Ch'ongryŏn                         |      | 100   | 5     |
| Totale                                                | Totale                             |      | 100   | 687   |
| Affluenza                                             | Affluenza                          |      | 99,99 | -     |
| Fonti:                                                |                                    |      |       |       |